# Annullo numerale a punti

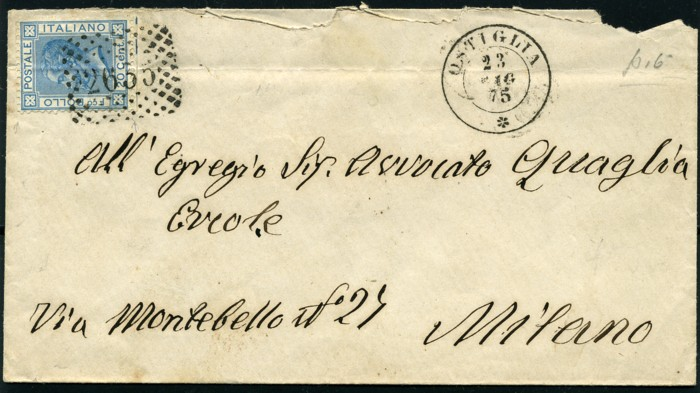
Annullo numerale a punti su busta da lettera

Annullo numerale a punti è un annullo usato dalle Poste Italiane dal 1866 al 1877 per obliterare i francobolli presenti in una affrancatura.

## Notizie storiche
Gli annulli in uso fino al 1866 lasciavano una traccia troppo leggera sui francobolli e inoltre l'inchiostro utilizzato era facilmente rimovibile con reagenti chimici. 
Nell'aprile del 1866 gli uffici postali italiani vennero dotati di annullatori numerali a punti da usarsi a partire dal 1º maggio dello stesso anno. Il francobollo veniva quindi interamente coperto dall'annullo numerale mentre il timbro con le indicazioni della data e dell'orario veniva posto al suo fianco. A giugno del 1866 anche gli uffici postali militari vengono forniti di annullo numerale a punti ma a differenza degli uffici civili vengono utilizzati numeri romani. Nel 1877 gli annulli numerali a punti vengono sostituiti con quelli numerali a sbarre, ed i timbri a doppio cerchio con quelli ad un solo cerchio ma di grande formato.

## Numero e località
L'annullo numerale era costituito da un rettangolo o un ovale puntinato all'interno del quale vi era il numero assegnato all'ufficio postale: i numeri da 1 a 28 erano assegnati agli uffici di prima classe, dal 29 al 235 agli uffici di seconda classe e dal 236 al 2503 a quelli di terza classe. 
Segue elenco parziale con il numero dell'annullo e la relativa località di partenza della spedizione (la maggioranza dei numeri degli annulli furono validi fino all'epoca di Umberto I, altri furono sostituiti in corso d'opera, spesso per cause di guerra). Ad ogni numero corrisponde una località italiana; alcuni furono utilizzati anche per uffici postali all'estero (ad esempio, Tripoli e Alessandria d'Egitto), mentre altri erano assegnati ad uffici postali ambulanti.
- a punti - P
- a sbarre orizzontali - S
- 1 - Alessandria - P
- 2 - Ancona - P
- 3 - Bari - P
- 4 - Bergamo - P
- 5 - Bologna - P
- 6 - Brescia - P e S
- 7 - Cagliari - P
- 8 - Catania - S
- 9 - Como - P e S
- 10 - Cremona - P e S
- 11 - Ferrara - P e S
- 12 - Firenze - P
- 13 - Genova - P e S
- 14 - Livorno - P e S
- 15 - Lucca - S
- 16 - Messina - P e S
- 17 - Milano - P e S
- 18 - Modena - P e S
- 19 - Napoli - P e S
- 20 - Novara - S
- 21 - Palermo - P e S
- 22 - Parma - P e S
- 23 - Pavia - P
- 24 - Perugia - P e S
- 25 - Piacenza - P e S
- 26 - Pisa - S
- 27 - Siena - P e S
- 28 - Torino - P e S
- 31 - Aosta - P
- 32 - Aquila - S
- 33 - Arezzo - S
- 35 - Ascoli Piceno - S
- 36 - Asti - P
- 37 - Avellino - P e S
- 41 - Bergamo Alta
- 44 - Brindisi - P
- 50 - Carrara - P e S
- 53 - Caserta - S
- 57 - Catanzaro - S
- 60 - Cesena (Forlì) - P
- 68 - Cosenza - S
- 71 - Cuneo - P e S
- 79 - Foggia - P
- 88 - Grosseto - S
- 96 - Lecce - P e S
- 97 - Lecco - S
- 103 - Massa - P
- 110 - Monza - P
- 115 - Oneglia/Porto Maurizio - S
- 115 - Vicenza - S (Istituito successivamente)
- 119 - Pesaro - S
- 122 - Pistoia - P e S
- 126 - Imperia/Porto Maurizio - P
- 127 - Potenza - P
- 130 - Ravenna - P
- 131 - Reggio Calabria - S
- 132 - Reggio Emilia - P e S
- 134 - Rimini - P
- 136 - Salerno - P
- 138 - San Pier d'Arena (GE) -
- 144 - Sassari - P
- 146 - Savona - P
- 147 - Senigallia -
- 150 - Sondrio - S
- 152 - Spezia - P
- 155 - Taranto - P e S
- 156 - Teramo - P e S
- 157 - Terni - S
- 164 - Varese - P
- 167 - Vercelli - P
- 171 - Alessandria (secondario)
- 172 - Bologna Ferrovia - P e S
- 174 - Ambulante Firenze-Torino - P e S
- 174 - Firenze Ferrovia - P e S
- 175 - Firenze Succursale
- 179 - Genova Ferrovia - P e S
- 180 - Genova - Uffizio del Porto - P
- 181 - Milano Ferrovia - P e S
- 182 - Napoli Succursale - P e S
- 185 - Napoli Ferrovia - P
- 186 - Palermo Succursale - P
- 189 - Torino Succursale - P e S
- 192 - Ambulante Verona/Ala - P
- 192 - Ambulante Firenze/Torino - P
- 194 - Ambulante Bologna/Modane
- 196 - Venezia - P e S
- 197 - Ambulante Genova/Torino
- 197 - Verona (istituito successivamente) - P
- 200 - Ambulante Milano/Torino
- 207 - Roma Ferrovia - P e S
- 230 - Natante Como/Colico
- 236 - Mantova - S
- 360 - Udine - P e S
- 963 - Darfo (Brescia) - P
- 1010 - Fasano (Bari) - P
- 1033 - Fiorenzuola - P
- 1052 - Formia (Caserta) - S (in periodo umbertino)
- 1128 - Giulianova (Teramo) - P + S
- 1339 - Marsala (Trapani) - P
- 1310 - Maglie - Lecce - S
- 1341 - Martina Franca (Lecce) - S
- 1342 - Martinengo (Bergamo) - S
- 1472 - Montepulciano - P
- 1525 - Nardò (Lecce) - S
- 1619 - Ostuni (Lecce) - S
- 1718 - Pienza (Siena) - P
- 1862 - Reggiolo (Reggio Emilia) - P e S
- 1984 - San Benedetto Marche (Ascoli Piceno) - P
- 2081 - St. Vincent (Torino) - P
- 2173 - Sestri Levante (Genova) - P
- 2256 - Spilimbergo (Udine) - S
- 2367 - Umbertide (Perugia) - P
- 2386 - Valmadrera (Como) - P
- 2603 - Este (Padova) - S
- 2604 - Feltre (Belluno) - P
- 2627 - Monselice (Venezia) - P

Uffici all'estero:
- 234 - Alessandria d'Egitto, Poste Italiane - P e S
- 235 - Tunisi, Poste Italiane - P
- 1922 - Rodi - P
- 3051 - Tripoli di Barberia - S
- 3336 - La Goletta (Tunisi) - S
- 3364 - Susa (Tunisi) - S

## Stima dell'annullo
A seconda della rarità dell'annullo, relativamente allo scarso uso o ad altre ragioni che ne hanno limitato l'utilizzo sulla corrispondenza, esiste una scala di valore che attribuisce, convenzionalmente, una serie di punti da 1 a 13, proseguendo poi fino a tre R per gli annulli molto rari. Più l'annullo è raro e più gli si attribuiscono punti. Gli annulli di alcuni piccoli centri hanno un rilevante interesse storico-collezionistico. Sono compresi in questo elenco anche gli annulli delle collettorie postali.